# Wilson Piedmont Glacier
Wilson Piedmont Glacier är en glaciär i Antarktis. Den ligger i Östantarktis. Nya Zeeland gör anspråk på området. Wilson Piedmont Glacier ligger 490 meter över havet.
Terrängen runt Wilson Piedmont Glacier är huvudsakligen kuperad, men den allra närmaste omgivningen är platt. Trakten är obefolkad. Det finns inga samhällen i närheten.